# Mianus
Mianus is een buurtschap in de Amerikaanse staat Connecticut en maakt deel uit van de stad (town) Greenwich.
De plaats ligt in de vallei van de rivier Mianus River, in het stadje is de rivier afgedamd. Het gebied boven de dam heet Mianus Pond.
Het gebied en de rivier ontlenen hun naam aan het opperhoofd van de indianenstam Siwanoy die hier woonde toen de Europeanen ze voor het eerst ontdekten. De Engelsen die zich hier in 1640 vestigden kochten hier gebieden van de Siwanoy voor de prijs van 25 coates.

## Trivia
Toen Jackass-ster Johnny Knoxville met zijn crew in de stad neerstreek om grappen over de naam van de stad te maken door het uit te spreken als my anus (mijn anus), kreeg het nog verdere bekendheid.